# Wimbledon Championships 1932
Die 52. Auflage der Wimbledon Championships fand 1932 auf dem Gelände des All England Lawn Tennis and Croquet Club an der Church Road statt.
Zum ersten Mal besuchten über 200.000 Zuschauer das Turnier.

## Herreneinzel
Der US-Amerikaner Ellsworth Vines, der im Jahr zuvor die US-Meisterschaften gewonnen hatte, errang seinen einzigen Titel in Wimbledon.

## Dameneinzel
Helen Wills Moody gewann ihren fünften Wimbledon-Titel im Einzel.

## Herrendoppel
Im Herrendoppel siegten Jean Borotra und Jacques Brugnon.

## Damendoppel
Im Damendoppel waren Doris Metaxa und Josane Sigart erfolgreich.

## Mixed
Der Titel im Mixed ging an Elizabeth Ryan und Enrique Maier.

## Quelle
- J. Barrett: Wimbledon: The Official History of the Championships. HarperCollins Publishers, London 2001, ISBN 0-00-711707-8.